# Đạ M'Rông
Đạ M'Rông là một xã thuộc huyện Đam Rông, tỉnh Lâm Đồng, Việt Nam.

## Địa lý
Xã Đạ M'Rông có diện tích 54,59 km², dân số năm 2022 là 5.171 người, mật độ dân số đạt 94 người/km².

## Lịch sử
Ngày 14 tháng 3 năm 1979, Hội đồng Chính phủ ban hành Quyết định số 116-CP về việc chuyển xã Đạ M'Rông thuộc huyện Đức Trọng về huyện Lạc Dương mới thành lập quản lý.
Ngày 17 tháng 11 năm 2004, Chính phủ ban hành Nghị định số 189/2004/NĐ-CP về việc chuyển xã Đạ M'Rông thuộc huyện Lạc Dương về huyện Đam Rông mới thành lập quản lý.